# T.A.T.u. Remixes
t.A.T.u. Remixes, hay chỉ đơn giản là Remixes là một album remix của nhóm nhạc t.A.T.u.. Album gồm bản remix của các bài hát từ các album 200 Po Vstrechnoy và 200 km/h in the Wrong Lane cùng với 2 remix mới. Album được phát hành tại Nga thì có hai CD và một DVD chứa videos nhạc, remix video, và những màn biểu diễn trực tiếp. Tại Nhật, album chỉ có một CD.

## Danh sách bài hát

### Album được bán tại Nhật
- t.A.T.u. Remixes at debuted #105 for 5 weeks, sold 7.761 copies.

1. All the Things She Said (DJ Monk's After Skool Special)
2. All the Things She Said (MARK!'s Buzzin Mix)
3. All the Things She Said (Running and Spinning remix By Guena LG and RLS)
4. All the Things She Said (Extension 119 Club Dub)
5. Not Gonna Get Us (Larry Lee Electroclash Mix)
6. Not Gonna Get Us (Richard Morel's Pink Noise Vocal Mix)
7. Not Gonna Get Us (Thick Dick Vocal)
8. Not Gonna Get Us (Dave Audes Remix - Velvet Dub)
9. 30 Minutes (Extension 119 Club Dub)

- Not Gonna Get Us Remix Video

### Album được bán tại Nga

#### CD 1
1. All the Things She Said (Blackpulke Remix) – 4:13
2. All the Things She Said (MARK!'s Buzzin Mix) – 8:11
3. All the Things She Said (Running and Spinning Remix By Guena LD and RLS) – 6:12
4. All the Things She Said (Extension 119 Club Dub) – 8:16
5. Not Gonna Get Us (Larry Tee Electroclash Mix) – 6:17
6. Not Gonna Get Us (Richard Morel's Pink Noise Vocal Mix) – 8:09
7. Not Gonna Get Us (Thick Dick Vocal) – 7:14
8. Not Gonna Get Us (Dave Audes Velvet Dub) – 7:13
9. 30 Minutes (Extension 119 Club Dub) – 7:59
10. Prostye Dvizheniya – 3:56
11. Ne Ver', Ne Boysia – 3:03

#### CD 2
1. Ya Soshla S Uma (HarDrum Remix)
2. All the Things She Said (HarDrum Remix)
3. Nas Ne Dogonyat (HarDrum Remix)"
4. 30 Minut (HarDrum Remix)
5. 30 Minut (Naked Mix Moscow Grooves Institute)
6. 30 Minut (RagaMix by That Black)
7. Malchik-Gay (Fankymix by That Black)
8. All the Things She Said (Extension 119 Club Edit)
9. All the Things She Said (DJ MONKS Breaks Mix)

#### DVD
1. Ya Soshla S Uma Video
2. Ya Soshla S Uma Remix Video (HarDrum)
3. Nas Ne Dagoniat Video
4. 30 Minut Video
5. Prostie Dvizheniya (Sinple Motion) Video
6. All the Things She Said Video
7. All the Things She Said Remix Video (Extension 119 Club Edit)
8. Not Gonna Get Us Video
9. Not Gonna Get Us Remix Video (Dave Audé Velvet Dub)
10. 30 Minutes Video
11. How Soon Is Now? Video
12. Не Верь, Не Бойся (Ne Ver Ne Boysia) Live at MUZ TV Awards 2003
13. Нас Не Догонят (Not Gonna Get Us) Live at MUZ TV Awards 2003

- Photogallery
- 2 CD/DVD Version on EBay

### Album được bán tại đài Loan
Album này được bán trong băng cassette

#### Mặt A
1. All the Things She Said (Blackpulke Remix)
2. All the Things She Said (MARK!'s Buzzin Mix)
3. All the Things She Said (Running and Spinning Remix By Guena LD and RLS)
4. All the Things She Said (Extension 119 Club Dub)
5. Not Gonna Get Us (Larry Tee Electroclash Mix)

#### Mặt B
1. Not Gonna Get Us (Richard Morel's Pink Noise Vocal Mix)
2. Not Gonna Get Us (Thick Dick Vocal)
3. Not Gonna Get Us (Dave Audes Velvet Dub)
4. 30 Minutes (Extension 119 Club Dub)

## Xếp hạng
| Bảng xếp hạng (2003–2004) | Vị trí cao nhất |
| ------------------------- | --------------- |
| Album Nhật Bản (Oricon)   | 105             |
| Album Nga (NFPF)          | 3               |

| Bảng xếp hạng (2003–04)       | Vị trí cao nhất |
| ----------------------------- | --------------- |
| Album Nga (NFPF)              | 3               |
| Album quốc tế Hàn Quốc (MIAK) | 12              |

## Chứng nhận
| Quốc gia                                 | Chứng nhận | Số đơn vị/doanh số chứng nhận |
| ---------------------------------------- | ---------- | ----------------------------- |
| Nga (NFPF)                               | Vàng       | 50.000*                       |
| Hàn Quốc                                 | —          | 5.788                         |
| * Chứng nhận dựa theo doanh số tiêu thụ. |            |                               |